# Half-Life VR but the AI Is Self-Aware
Half-Life VR but the AI Is Self-Aware (en español: Half-Life VR pero la IA es consciente de sí misma) es una serie de transmisiones en vivo hecho con machinima y con temática de juegos de rol organizada dentro de una recreación en Garry's Mod del videojuego Half-Life en realidad virtual. La serie, transmitida en vivo a Twitch con momentos destacados luego subidos a YouTube, sigue a Gordon Freeman acompañado por el equipo científico (controlado por otros actores de improvisación) mientras traversan (imprecisamente) los eventos del juego Half-Life original.
La serie tuvo una recepción positiva por varios críticos. El 12 de mayo de 2020 se comenzó a subir una serie de comentarios del elenco al canal de YouTube wayneradiotv. El 31 de mayo de 2020, se transmitió una secuela, AI Crushes All Banks ("IA Aplasta Todos los Bancos") como parte de una campaña de caridad, ambientada en Payday 2, en la que el elenco principal se embarca en una ola de robos de bancos en la ciudad de Washington D. C.. El 25 de noviembre de 2021, se lanzó una serie spin-off titulada Half-Life: Alyx but the Gnome Is Too Aware ("Half-Life: Alyx pero el Gnomo es Demasiado Consciente").

## Formato
Half-Life VR but the AI Is Self-Aware sigue aproximadamente los hechos y eventos del videojuego Half-Life original, aunque con un tono mucho más cómico y humorístico, donde el personaje principal Gordon Freeman (interpretado por el presentador de la serie WayneRadioTV) accidentalmente causa una cascada de resonancia y termina explorando Black Mesa para intentar escapar (y luego deshacer sus acciones). El cambio principal de la serie en comparación a la original es la introducción de personajes originales de IA conscientes de sí mismos, que a pesar del nombre de la serie, son interpretados por otros actores de improvisación.
Similarmente, la serie en realidad es actuada dentro del juego Garry's Mod, ya que Half-Life carece soporte para realidad virtual y otras características adicionales necesarias para la puesta en escena de la serie (como limitaciones con la carga de objetos y tamaños de los mapas). Los personajes más notables controlados por actores son el elenco de apoyo de la serie: tres científicos llamados Bubby, Dr. Coomer y Tommy, así como un guardia de seguridad antagónico llamado Benrey (a veces deletreado como "Benry"), los cuales siguen a Gordon en su viaje a través de Black Mesa, generalmente para la molestia de Gordon.

## Personajes

### Personajes principales
- Dr. Gordon Freeman (interpretado por WayneRadioTV): El protagonista principal de la serie. Gordon, un científico de Black Mesa, es el hombre serio de la serie y tiene reacciones de confusión y horror a las acciones del resto del elenco. Si bien, por lo general posee una profunda perseverancia y estabilidad emocional a lo largo de la serie, también muestra derrumbarse después de eventos importantes y, a menudo, pierde la paciencia con los miembros del grupo. Gordon es un líder nato y cuida a todos los miembros del equipo, y es inseguro de acabar con vidas inocentes, a diferencia de los otros científicos. Su mano es cortada por soldados a mitad de la serie; una de las pociones de Darnold hace que a Gordon le crezca un apéndice con forma de pistola que dispara uñas en su lugar. Sin embargo, más tarde recupera su mano faltante al final de la serie. Se revela que su videojuego favorito es Kane & Lynch 2: Dog Days. Menciona que tiene un hijo, Joshua, y conserva una foto de ellos dos en su casillero en Black Mesa, aunque nunca se vuelve a ver ni a mencionar a Joshua.
- Dr. Harold Pontiff Coomer (interpretado por hollow_tones): Un científico conocido por su comportamiento alegre, fuerza sobrehumana y un comportamiento de PNJ tutorial gravemente defectuoso. Es un combatiente mano a mano increíblemente habilidoso, y fundó el Black Mesa Underground Fight Club (Club de Lucha Clandestino). A diferencia de los otros miembros del elenco que normalmente tratan los eventos de la serie como si fueran reales, Dr. Coomer regularmente rompe la cuarta pared para informar a Gordon sobre varias mecánicas de juego ficticias. Si bien Coomer al principio parece no darse cuenta de estos "fallos" en su programación, la broma culmina con Coomer cayendo en un pavor existencial, dándose cuenta y haciendo referencias explícitas al hecho de que está en un videojuego. En un punto e la serie, intenta tomar el control y escapar del juego emboscando a Gordon con la ayuda de sus "clones". Habla directamente con Gordon al final del "juego", sugiriendo que se lleve al equipo científico con él. Su cita más memorable es "Hello, Gordon!" ("¡Hola, Gordon!"). Habla mucho sobre Wikipedia y su juego favorito es Super Punch-Out! para el Nintendo Entertainment System.
- Dr. Tommy Coolatta (interpretado por Baaulp): Un científico amistoso e infantil que cumple 37 años al final de la serie. Muestra una gran preocupación por seguir las reglas y consultar las referencias escritas para obtener información, a menudo haciendo referencia a las regulaciones de Wikipedia y OSHA mientras exploran las ruinas de las instalaciones científicas. Tommy forma un vínculo estrecho con Gordon a lo largo de la serie, como el único miembro del equipo científico que nunca se enemista con él ni lo traiciona. Sin embargo, a pesar de su naturaleza amable, es muy distraído y los otros personajes lo manipulan fácilmente para permitir sus fechorías. Tommy tiene la capacidad de leer Black Mesa Sweet Voice, una habilidad utilizada por varios personajes a lo largo de la serie, especialmente su perro Sunkist. Tommy también tiene la capacidad de ver increíblemente rápido gracias a su constante consumo de refresco.
- Dr. Bubby (interpretado por MasterGir): Un científico grosero, impulsivo y egoísta. Su ego y comportamiento a menudo lo llevan a chocar con Gordon, y más adelante en la serie, traicionarlo con el ejército cuando Benrey lo convence de que Gordon los estaba impidiendo escapar de Black Mesa. Es ambiguo si Bubby es su nombre real; aunque aparece en su pasaporte más adelante en la serie, afirmó haber sufrido una lesión en la cabeza por la cascada de resonancia que hizo que su nombre fuera difícil de recordar, y Gordon expresa dudas de que él esté recordando correctamente.
- Benrey, alternativamente "Benry", (interpretado por socpens): Un guardia de seguridad taciturno y hostil. Antes de convertirse en el antagonista principal en el acto final de la serie, Benrey sigue al equipo científico mientras acosa y discute constantemente con Gordon, exigiendo ver su pasaporte y acusándolo de varias fechorías mientras ignora deliberadamente las fechorías de los otros personajes. Tiene un comportamiento abstraído, a menudo ignora al equipo y pide direcciones simples o preguntas para repetir. Exhibe ser casi invencible, asesina indiscriminadamente y comenta casualmente que "no es humano". Se pensaba que Benrey había muerto después de ser aplastado por una puerta, pero más tarde se reveló que todavía estaba vivo y tenía conexión con los esqueletos que Gordon seguía viendo. En el acto final, Benrey revela su naturaleza alienígena y se vuelve contra el Equipo Científico, culpando a Gordon por los eventos del incidente de Black Mesa y por arruinar sus planes de relajarse y jugar Heavenly Sword en el PlayStation 3 con sus amigos porque se quedó sin PlayStation Plus. Benrey también edita el artículo de Wikipedia de All Dogs Go to Heaven 2 para decir que Gordon Freeman murió al final. Desde entonces, ha habido vandalismo continuo en dicha página de Wikipedia, requiriendo semiprotección .

### Personajes recurrentes
- G-Man (interpretado por spaghoner): Un ser alienígena enigmático que frecuentemente intenta dar consejos crípticos a Gordon. Más tarde se revela que es el padre de Tommy, ya que ayudó a Gordon para que Benrey fuera derrotado y Tommy y sus amigos pudieran celebrar su cumpleaños en Chuck E. Cheese .
- Forzen (interpretado por socpens): Un HECU Marine y antagonista menor. Forzen afirma haber sido anteriormente el mejor amigo de Benrey, y los dos tienen personalidades y gestos similares. A pesar de su apariencia dura, es bastante tímido y no parece particularmente interesado en causar violencia. Mantiene como rehén al perro de Tommy, Sunkist (llamado así por el refresco del mismo nombre), pero huye cuando el resultado no le favorece.
- Esqueleto (interpretado por socpens, spaghoner, Lauren y Logmore): Un esqueleto misterioso que persigue a Gordon. Es ambiguo inicialmente si el esqueleto es una alucinación o no, y gran parte de la naturaleza del esqueleto no queda clara, aunque está asociado con Benrey de alguna manera y a menudo se comporta como él. Un ejército de esqueletos es convocado bajo el control de Benrey en la batalla final de la serie.
- Darnold (interpretado por Logmore): El jefe del Departamento de Mixología de Black Mesa. Darnold ayuda al equipo científico al equiparlos con tecnología avanzada y administrarle una poción a Gordon que transforma su brazo amputado en una ametralladora. Si bien inicialmente estaba emocionado por unirse al equipo científico en su misión de escape, se da la vuelta después de presenciar la violencia que cometen. Regresa en AI Crushes All Banks para apoyar al equipo de forma remota.
- Sunkist (interpretado por Lauren): Anunciado ser el perro perfecto, fue creado por Tommy, posiblemente con la ayuda de G-Man, y es inmortal. Sunkist es una imagen bidimensional enorme de un Golden Retriever, casi de la misma altura que Gordon. Se muestra ser increíblemente obediente, a prueba de balas y capaz de volar.
- La ex esposa del Dr. Coomer: La exesposa del Dr. Coomer se menciona varias veces. Cuando el equipo científico trata de nombrar a los Vortigaunts, Dr. Coomer dice que se parecen a su exesposa. Cuando se le pregunta al Dr. Coomer si tiene familia, responde: "Sí tenía una esposa, pero se la llevaron en el divorcio". Se da a entender que tiene varias exesposas.
- Clones del Dr. Coomer: Debido al Half-Life reutilizando modelos para científicos, varios NPC comparten el mismo modelo que el Dr. Coomer. Una broma recurrente en la serie es que el Dr. Coomer se refiere a estos NPC como sus clones. Esta broma culmina con el Dr. Coomer (habiéndose vuelto consciente de sí mismo para este punto) convocando a docenas de clones y emboscando a Gordon con ellos en un intento por tomar el control y escapar del juego.
- JohnWicklover1994: Una persona misteriosa que se unió temporalmente al equipo científico durante la transmisión de AI Crushes All Banks. Es representado como un jugador cuyo servidor fue invadido por los miembros del equipo. Tiene una personalidad apática y negativa sorprendentemente similar a la de Benrey. Benrey más tarde afirma que JohnWicklover1994 era su hermano usando su cuenta.

## Recepción
Half-Life VR but the AI Is Self-Aware fue bien recibido por reseñas. Emily Rose de Ars Technica trazó comparaciones a las obras de William Shakespeare y el teatro de improvisación en general, diciendo "...la convergencia del artista y la actuación digital ha cerrado el círculo. Tal vez la culminación de la tendencia sea [Half-Life VR but the AI Is Self-Aware]". Zack Zwiezen de Kotaku declaró que era "tan bueno como [Freeman's Mind y G-Man Squad ]", otras dos conocidas series de Half-Life, llamándolo "un espectáculo divertido y extrañamente irresistible". Quint Iverson de The Pacific Index expresó que "la frecuencia con la que 'Half-Life VR but the AI Is Self-Aware' me convierte en un desastre a carcajadas no tiene paralelo".

## Nota
1. ↑  Grupo de transmisión formado por WayneRadioTV y otros miembros del elenco de HLVRAI